# محمد شهيد قريشي
الدكتور البروفيسور محمد شهيد قريشي هو فلكي وعالم فيزياء فلكية باكستاني، وهو أستاذ الفيزياء الفلكية وعلم الفلك في جامعة كراتشي ومعهد الفضاء وعلم الفلك الكوكبي، وهو المعهد الرائد في البلاد في مجال الفيزياء الفلكية والكواكب.
لطالما كان قريشي مؤيدًا قويًا للعلوم والتكنولوجيا في باكستان، وساعد في إخراج أفلام وثائقية عن الفيزياء الفلكية وعلم الفلك. وقد ظهر أيضًا على تلفزيون جيو الباكستاني وقناة داون نيوز بشكل متكرر حيث أطلع الأمة على كسوف الشمس الذي حدث في 22 تموز/يوليو في عام 2009.

## سيرة شخصية
غادر المعهد في عام 1984 وانتقل إلى كراتشي عاصمة محافظة السند. التحق بجامعة كراتشي كمحاضر لتحقيق حلمه في أن يصبح أستاذا في الرياضيات. درس الماجيستير في فيزياء الجسيمات من جامعة كراتشي تحت إشراف خبير النظريات الكمومي الشهير وعالم الفيزياء الجسيمية الدكتور خورشيد أثير صدّيقي، وكتب أطروحة وغطى منطقة رئيسية في مجال ميكانيكا الكم الفائق التماثل. انتقل إلى معهد الفضاء وعلم الفلك الكوكبي بناءًا على توجيهات نائب رئيس جامعة كراتشي الدكتور ظفر سعيد الصيفي في عام 2002. حصل قريشي على الدكتوراه في الفيزياء الفلكية وعلم الفلك من المعهد في عام 2008. كان موضوع أطروحته الدكتوراه يدور حول أقرب رؤية للهلال القمرى الجديد.
قدّم العديد من المحاضرات في جامعة لاهور للعلوم الإدارية حيث ركّز أحيانًا على مجال الرياضيات الحاسوبية. عمل أيضًا في معهد إدارة الأعمال في كراتشي وشغل منصب رئيس قسم العلوم الرياضية في كلية علوم الكمبيوتر. لم يقتصر عمله في معهد إدارة الأعمال على تأسيس قسم العلوم الرياضية فحسب، بل بدأ أيضًا برنامج بكالوريوس مزدوج رئيسي في الرياضيات والاقتصاد، وكان هذا البرنامج الأول من نوعه في مدينة كراتشي.

### معهد الفضاء وعلم الفلك الكوكبي
انطلقت مهنة التعليم عند قريشي من جامعة كراتشي في عام 1984. عمل أيضًا لفترة قصيرة في قسم علوم الكمبيوتر كعضو في هيئة التدريس. عمل أيضًا كمدرس في العديد من جامعات القطاع الخاص في كراتشي بما في ذلك معهد إدارة الأعمال.
أجرى العديد من المقابلات مع وسائل الإعلام، وتحدث عن موضوعات تتعلق بمجالات علم الكونيات الفيزيائية وعلم الفلك والفيزياء الفلكية. لعب دورًا هامًا في إعادة تأسيس المرصد الفلكي بجامعة كراتشي. شارك أيضًأ في أبحاث حول ميكانيكا الكم الفائق التماثل والمرحلة القمرية وتلوث الضوء والطاقة الشمسية، وتابع ذلك بصفته عالمًا فضائيًا مشهورًا في معهد الفضاء وعلم الفلك الكوكبي.

### التأثير والتحفيز
يملك قريشي علاقات قوية مع أساتذة جامعة كراتشي، ويعترف بأنهم قد لعبوا دورًا مهمًا في حياته وأثروا عليه للحصول على الدكتوراه في علم الفلك والفيزياء الفلكية، واعترف أيضًا في مقابلة مع قناة داون نيوز بأنه يرمي الفضل على أحد أساتذته في الحصول على درجة الدكتوراه في علم الفلك، وأرثاه قائلًا: «قال أحد أساتذتي لي في عام 1990 إن باكستان ستطلب من العالم قريبًا أن يرسل لنا مدرسين لتدريس الرياضيات والفيزياء لأننا سنفقدهم هنا، وأكرر رسالته اليوم مؤكدًا بأننا اليوم لا نملك مدرسين لتعليم الرياضيات والفيزياء».

## الدعوة لأبحاث الفضاء
لطالما كان قريشي داعمًا ومشجعًا صريحًا لأبحاث الفضاء في باكستان، وقد ظهر في قنوات إخبارية باكستانية مختلفة وقنوات تعليمية كان ينادي فيها بالبحوث الفضائية في باكستان. كما كان مخططًا أساسيًا ومنظمًا للعديد من الأحداث الفلكية والفيزيائية الفلكية في الجامعات والمدارس الثانوية، وخطط بمساعدة قسم الفيزياء بجامعة كراتشي لأسبوع الفضاء في معهد الفضاء وعلم الفلك الكوكبي في 31 تشرين الأول/أكتوبر في عام 2008.
أطلق على هذا الحدث اسم ساعة الكوكب، ودُعي العديد من طلاب المدارس الثانوية والكليات. كما ألقى محاضرة في المؤتمر، وقال فيها: «أنت لست بحاجة إلى أيٍ من المعدات لتعلم علم الفلك، فكل ما تحتاجه هو عينان اثنتان والفضول لمعرفة ماهية الكون». كما شرح بإيجاز أصول تسمية أيام الأسبوع السبعة وقال: «وفقًا لعلم الكونيات الأولي، اعتبر القدماء أن الكون عبارة عن سبعة كواكب: عطارد والزهرة والمريخ والمشتري وزحل والشمس والقمر، فكانت بذلك عدد أيام الأسبوع هو سبعة أيام».

## البحث في الفيزياء الفلكية وفيزياء الجسيمات
لقد طُبعت مقالات قريشي في مجلات الفيزياء الدولية والوطنية، وكان باحثًا معروفًا مستشهدًا في مجال برمجة الكمبيوتر أثناء دراسته في جامعة كراتشي، وكان يبحث في مجالات الفيزياء الفلكية فيما يتعلق بفيزياء الجسيمات الأولية، ونشر العديد من الأبحاث في المعهد. قال في أحد محاضراته التي تتعلق بالفيزياء الفلكية لفيزياء الجسيمات: 
«امتلكت نظرية التوحيد الكبرى المعروفة اتجاهان للبحث في الثمانينيات والتسعينيات. ظهرت نظرية التماثل الفائق كأحد النتائج. لا يمكن اختبار التنبؤات التجريبية حتى اليوم بسبب غياب المختبرات، ولكننا سنكون قادرين على اختبار بعض التنبؤات لنظرية التناظر الفائق عندما يعمل مصادم الهدرونات الكبير بكامل طاقته، وقد ظلت فيزياء الجسيمات والفيزياء الفلكية وعلم الفلك لاستكشاف طبيعة القوى في المقام الأول والتي ترتبط ارتباطًا وثيقًا بعلم الكونيات حيث نصف بنية الكون، فلذلك كان الجانب الآخر من بحثي هو علم الفلك والفيزياء الفلكية».
كان لعمله آثار بعيدة المدى، وكان عمله دعمًا حيويًا للبحوث الأكاديمية في الفيزياء الفلكية بسبب نقص البحوث في مجالات الفيزياء الفلكية وعلم الفلك. ساعد أيضًا في تصنيع وإنشاء مرصد الفضاء مع العلماء الصينيين في وكالة الفضاء سوباركو.

## دعم علوم الصواريخ ومركبات إطلاق الأقمار الصناعية
دعم قريشي برنامج مشروع مركبة الإطلاق الفضائية في وكالة الفضاء سوباركو، وحثّ أيضًا على أن تطلق باكستان أقمارها الصناعية عبر سونمياني أو تيلا في مقابلة أثناء مناقشة وضع باكستان في مركبة الإطلاق الفضائية مع عالم الفيزياء النووية الشهير الدكتور برويز هودبهوي. نوّه أثناء المناقشة على أن يكون للصواريخ نظام إلكترونيات وكمبيوتر فعال للغاية
، وأشار قريشي أيضًا على أن باكستان لديها التكنولوجيا الأساسية لبناء مركبة إطلاق فضائية.